# Фриман, Рэй
Рэй Фри́ман (англ. Ray Freeman, 6 января 1932, Лонг Итон (англ. Long Eaton) — 1 мая 2022) — британский химик. Один из первых разработчиков теории и методов ядерно-магнитного резонанса (ЯМР) в химии. Заслуженный профессор Кембриджского университета.

## Биография
Рэй Фриман родился 6 января 1932 года в Лонг-Итоне (англ. Long Eaton), графство Дербишир, Англия. В 1955 году он окончил химический факультет Оксфордского университета и защитил диссертацию в области ЯМР под руководством Рекса Ричардса (англ. Rex Richards). После получения докторской степени занимался научной работой в группе Анатоля Абрагама в «Комиссии по атомной энергии» города Сакле (фр. Saclay), Франция. Затем в течение трёх лет работал в Национальной физической лаборатории в Теддингтоне (англ. Teddington), Англия. В 1961 году Рэй Фриман переходит работать в компанию «Вариан» (англ. Varian Associates), город Пало-Альто (англ. Palo Alto), штат Калифорния, США, где занимается разработкой новых спектрометров ЯМР. В 1973 году он вернулся в Оксфордский университет и стал преподавателем химии и членом совета колледжа Магдалены (англ. Magdalen College). В 1979 году он был избран в Королевское общество (Академия наук Великобритании). В 1987 году переехал в Кембридж и занял пост заведующего кафедрой магнитного резонанса в университете. В 2002 году Рэй Фриман был награждён Королевской медалью в области химии за признание его выдающихся способностей и плодотворного вклада в разработку методов ядерного магнитного резонанса. Состоял членом совета Джизус-колледжа (англ. Jesus College) Кембриджского университета.
Скончался 1 мая 2022 года.

## Научная деятельность
Рэй Фриман посвятил свою карьеру разработке методологии ЯМР высокого разрешения, работая главным образом над проблемами двойного резонанса и двумерной спектроскопии, включая релаксационные исследования, разработку импульсных последовательностей, изучение селективного возбуждения, многоквантовых эффектов, составных радиочастостных импульсов, разработку эволюционных алгоритмов, квантовые компьютерные вычисления ЯМР, адиабатические импульсы и широкополосное декаплирование. В 1999 году он формально вышел на пенсию, но продолжил научную работу совместно со своим учеником доктором Эриксом Купче (латыш. Ēriks Kupče) над ускорением получения многомерных спектров ЯМР, что имеет важное значение для химиков, занимающихся исследованием белков, поскольку им приходится иногда затрачивать несколько дней для получения результатов лишь одного исследования. Решая эту проблему, Р. Фриман и Э. Купче разработали два метода: схема кодирования Адамара и метод реконструкции проекций. Оба этих метода увеличивают скорость измерений до величины, позволяющей использовать эти методы даже при работе с многомерными спектрами и при исследовании времязависимых явлений. В последние годы Р. Фриман и Э.Купче разработали новую методику многомерной спектроскопии ЯМР, названную PANACEA.

## Награды
- 1990 г. — Медаль Леверхалма[6] Королевского общества.
- 1998 г. — Премия Международного общества магнитного резонанса.
- 1998 г. — Почётный доктор Даремского университета.
- 1999 г. — Медаль Лонгстаффа (англ. Longstaff Medal)[7] Британского химического общества.
- 2002 г. — Королевская медаль Королевского общества.
- 2006 г. — Премия Лаукьена (англ. Laukien Prize)[8]

## Публикации
Около 300 публикаций по спектроскопии ЯМР, в основном в журналах: «Журнал химической физики» (англ. Journal of Chemical Physics), «Молекулярная физика» (англ. Molecular Physics), «Журнал магнитного резонанса» (англ. Journal of Magnetic Resonance), «Магнитный резонанс в химии» (англ. Magnetic Resonance in Chemistry) и «Журнал Американского химического общества» (англ. Journal of the American Chemical Society).

## Монографии
- «A Handbook of Nuclear Magnetic Resonance» (Longman, 1987 г.). Переведена на русский и японский языки;
- «Spin Choreography. Basic Steps in High Resolution NMR» (Oxford University Press, 1997 г.);
- «Magnetic Resonance in Chemistry and Medicine» (Oxford University Press, 2003 г.). Переведена на русский язык: «Магнитный резонанс в химии и медицине». М.: «Красанд», 2009. 336 с. ISBN 978-5-396-00022-3.